# روبرت ديسنوس
روبرت ديسنوس (بالفرنسية: Robert Desnos)‏ (يوليو 1900 - 8 يونيو 1945) كان شاعرًا سرياليًا فرنسيًا لعب دورًا رئيسيًا في الحركة السريالية في عصره.

## السيرة الذاتية
ولد روبرت ديسنوس في باريس في 4 يوليو 1900 وهو نجل تاجر ألعاب ودواجن مرخص في سوق هالس. تشير مصادر أخرى إلى أن ديسنوس كان نجل صاحب مقهى باريسي. ارتاد ديسنوس كلية التجارة وبدأ بالعمل كمحاسب. وعمل أيضًا كمساعد للصحفي جان دو بونفون. عمل بعد ذلك ككاتب لعمود صحفي في جريدة باريس سوار.
طُبعت ونُشرت أوائل قصائده في عام 1917 في لا تريبون دي جون وعام 1919 في المراجعة الطليعية لو تري دونيون وكذلك في نفس العام في المجلة الداداية ليتيراتور. نشر عام 1922 كتابه الأول وهو مجموعة من الأمثال السريالية بعنوان روز سيلافي (بناءً على اسم (اسم مستعار) للفنان الفرنسي الشهير مارسيل دوشامب).
في عام 1919 التقى بالشاعر بنيامين بيريت، الذي قدمه إلى مجموعة باريس دادا وأندريه بريتون الذي أصبح صديقه المقرب على الفور. أثناء عمله ككاتب لعمود صحفي في جريدة باريس سوار، كان ديسنوس عضوًا فاعلًا في مجموعة سورياليست وطور موهبة معينة للكتابة التلقائية. وشكل فما بعد، إلى جانب كتاب مثل لويس أراغون وبول إيلوار طليعة الأدب السريالي. أدرج أندريه بريتون صورتين لروبرت ديسنون خلال نومه في روايته السريالية ناديا. على الرغم من الإشادة به من قبل أندريه بريتون في كتابه مانيفست دو سورياليسم الذي صدر عام 1924 معتبرًا إياه «نبي» الحركة، إلا أنه عارض تدخل السريالية في السياسة الشيوعية مما تسبب في نشوء خلافات بينه وبين بريتون. وواصل ديسنوس العمل ككاتب عمود.
في عام 1926 قام بتأليف ذا نايت أوف لفليس نايتس، وهي قصيدة غنائية تعالج العزلة بفضول ومكتوبة ضمن رباعيات كلاسيكية، مما يجعلها أشبه بأسلوب بودلير من بريتون. وقع ديسنوس في حب إيفون جورج المغنية التي جعل معجبوها المهووسون حبه مستحيلًا. كتب لها قصائد عديدة، بالإضافة إلى الرواية السريالية المثيرة لا ليبرتي أو لامور (1927). يصف الناقد راي كينوي هذه الرواية على أنها «عمل أدبي وغنائي بفيضها من الهذيان الجنسي».

## روابط خارجية
- روبرت ديسنوس على موقع IMDb (الإنجليزية)
- روبرت ديسنوس على موقع الموسوعة البريطانية (الإنجليزية)
- روبرت ديسنوس على موقع ألو سيني (الفرنسية)
- روبرت ديسنوس على موقع ميوزك برينز (الإنجليزية)
- روبرت ديسنوس على موقع ديسكوغز (الإنجليزية)
- روبرت ديسنوس على موقع كينوبويسك (الروسية)